# Damien Nazon
Damien Nazon (Épinal, 26 juni 1974) is een voormalig Frans wielrenner. Zijn jongere broer Jean-Patrick was eveneens wielrenner.

## Belangrijkste overwinningen
1998
6e, 8e etappe deel B en 9e etappe Vredeskoers
Parijs-Roubaix voor beloften
1998
2e etappe Critérium du Dauphiné Libéré
4e etappe GP du Midi-Libre
1999
3e en 5e etappe Ronde van de Sarthe
5e etappe Ronde van de Toekomst
2000
3e etappe Ronde van Langkawi
1e etappe GP du Midi-Libre
GP de Villers Cotterêts
2001
3e en 4e etappe Ster van Bessèges
GP de Villers Cotterêts
2002
2e etappe deel A Ronde van België
1e etappe Route du Sud
1e etappe Ronde van de Ain
3e etappe Ronde van Poitou-Charentes
2003
2e etappe Ronde van Qatar
1e etappe Critérium International
GP de Lillers
2005
4e etappe Ronde van Picardië
3e etappe Ronde van de Sarthe

## Resultaten in voornaamste wedstrijden
| Jaar | Ronde van Italië | Ronde van Frankrijk | Ronde van Spanje |
| ---- | ---------------- | ------------------- | ---------------- |
| 1997 |                  | buiten tijd         |                  |
| 1998 |                  | 96e (laatste)       |                  |
| 1999 |                  | buiten tijd         |                  |
| 2000 |                  | 126e                |                  |
| 2001 | opgave           | 109e                |                  |
| 2002 |                  | 151e                |                  |
| 2003 |                  | 129e                |                  |

| Jaar | Parijs-Roubaix | Dwars door Vlaanderen |
| ---- | -------------- | --------------------- |
| 1997 |                |                       |
| 1998 |                |                       |
| 1999 |                |                       |
| 2000 | 78e            |                       |
| 2001 | 43e            |                       |
| 2002 |                |                       |
| 2003 | 13e            | 7e                    |